# Victory Motorcycles

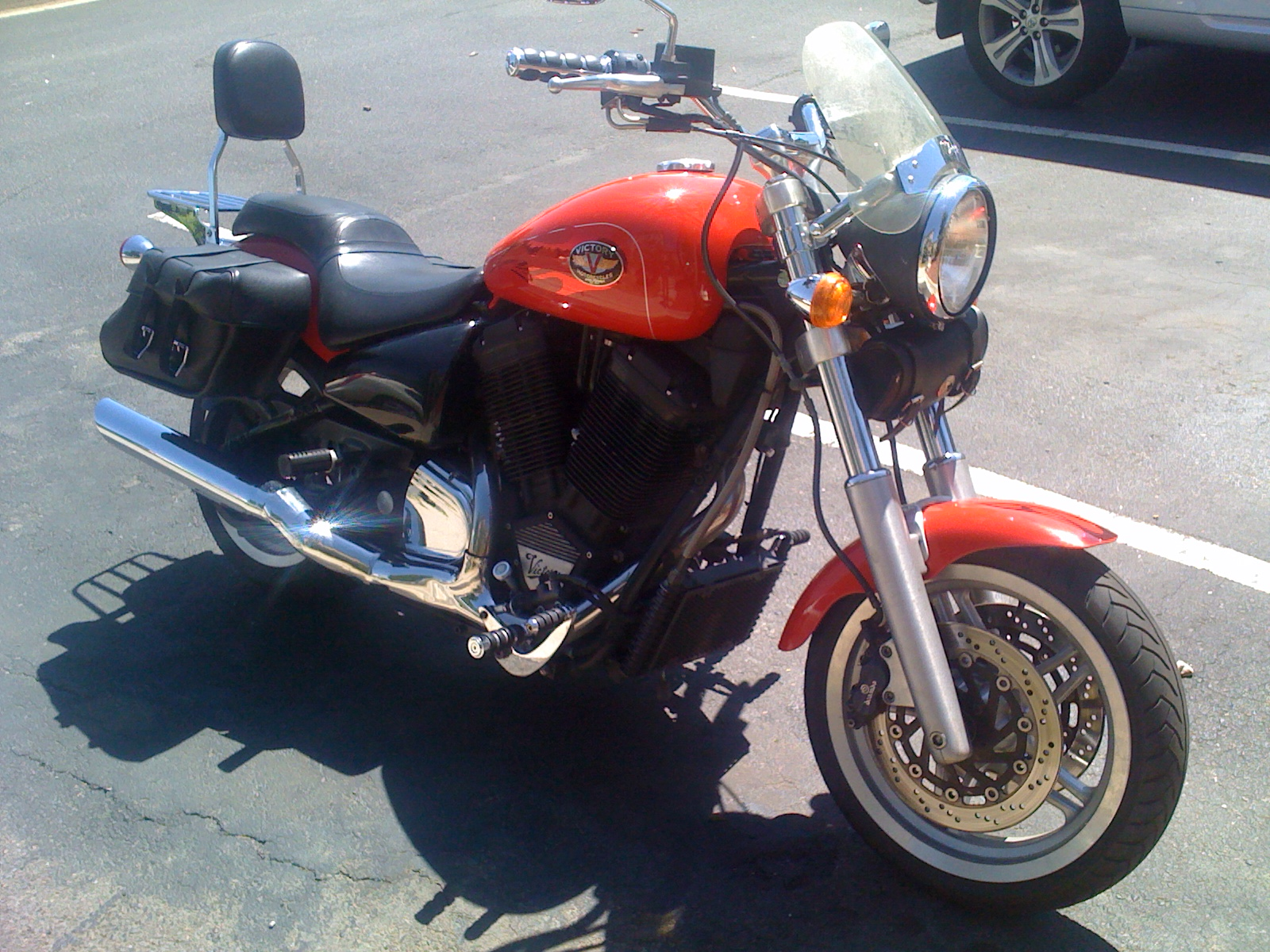
V92SC (2000)

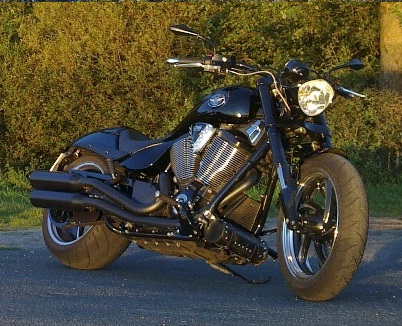
Hammer 8-Ball

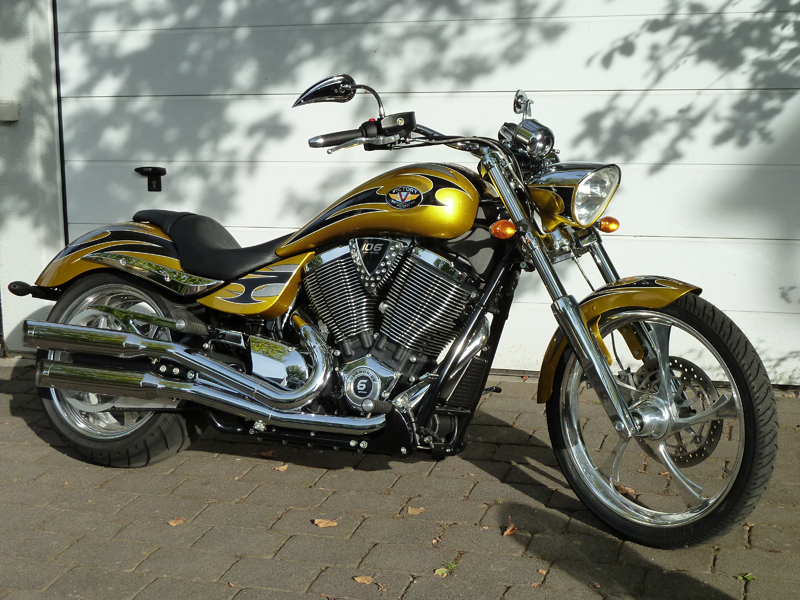
Victory Jackpot (2010)

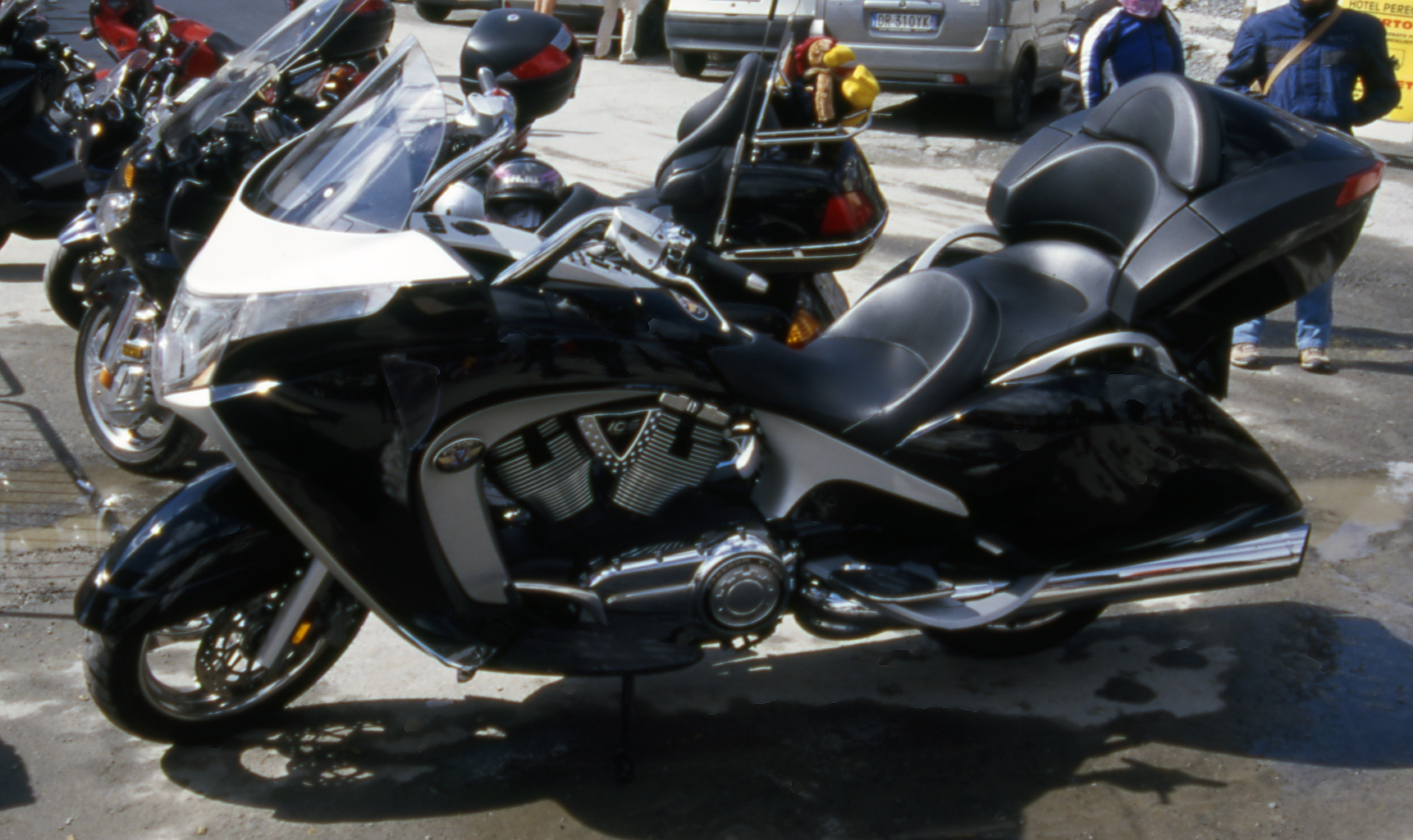
Vision Tour

Victory Motorcycles is een Amerikaanse fabrikant van motorfietsen die is gevestigd in Spirit Lake (Iowa), en onderdeel is van Polaris Industries. Het bedrijf werd opgericht conform het succesmodel van Harley-Davidson. De modellen worden dan ook in de markt gezet als directe concurrent van dat en andere merken die het "American Style"-concept hanteren met de dikke V-twin opstelling. Het eerste model, de Victory V92C werd in 1997 aangekondigd en vanaf 1998 verkocht. Sinds 2002 is Victory Motorcycles winstgevend.
Moederbedrijf Polaris maakte bekend op 9 januari 2017 te stoppen met de productie van Victory motoren. Verkoop van reserve onderdelen wordt nog wel ondersteund.

## Modellen
- Victory V92C (1999-2003); dit eerste model werd vanaf het najaar van 1998 gebouwd, en werd in modeljaar 1999 leverbaar. Met 1510 cc had de V92C de grootste cilinderinhoud op een productiemotorfiets van dat moment. Afgezien van de Brembo-remsystemen (Italiaans) en het elektronisch brandstofsysteem (Brits) werden alle onderdelen in eigen huis in Iowa en Minnesota gefabriceerd. De motorfiets weegt ca. 290 kg, en het blok bracht 41 kW (55 pk) aan het achterwiel.
- Victory V92SC SportCruiser (2000-2001); een model dat een grotere en eenvoudig instelbare bodemvrijheid bood. De verkoopcijfers vielen tegen en de productie werd gestaakt.
- V92TC Touring Cruiser (2002-2006); dit laatste V92 model was uitgerust met een langere achterbrug, hardleren zadeltassen en een nieuw ontworpen zadel dat de motorfiets ook geschikt maakte voor langere berijders. Het nieuwe 1510 cc "Freedom Engine" leverde meer pk's en een hoger koppel. Met een opvoerkit kon de cilinderinhoud tot 1600 cc worden verhoogd, waardoor nog meer vermogen kon worden vrijgemaakt.
- Victory Vegas (2003-heden); een geheel nieuw door Victory's eigen ontwerper Michael Song ontworpen motorfiets, waarvan alleen het Freedom Engine blok al eerder was gebruikt. De Vegas werd in eerste instantie geleverd met het 1510 cc blok en 5 versnellingen, maar vanaf modeljaar 2006 standaard met een 1600 cc cilinderinhoud en 6 versnellingen. Van de Vegas is ook een Vegas Low-versie uitgebracht, die 25 mm lager was. Ook is dit model leverbaar als Vegas 8-Ball, waarbij alle chromen delen in matzwart zijn uitgevoerd. In 2006 werd ten slotte de Vegas Jackpot geïntroduceerd, in Victory's eigen woorden een "extreme cruiser" met opvallend lakwerk.
- Victory Kingpin (2004-heden); met de Kingpin zocht Victory aansluiting bij de koper die op zoek was naar meer luxe en comfort. Hiertoe werd de schokdemping en vering aangepast, en werd een Kingpin Deluxe versie uitgebracht met allerlei extra's. Ook de Kinpin was in eerste instantie met het 1510 cc blok leverbaar, vanaf 2006 met het 1600 cc blok. Vanaf 2007 was de Kingpin Tour leverbaar, met een grote topkoffer. De Kingpin 8-Ball versie werd in matzwart uitgevoerd, en is een populair model voor customizers.
- Victory Hammer (2005-heden); een "muscle cruiser" met 1740 cc cilinderinhoud en 97 pk. Ook van de Hammer is een 8-Ball versie verkrijgbaar.
- Victory Vision (2008-heden); nieuwe toermodellen voorzien van een grote kuip en kofferset, en de Vision Tour daarnaast ook voorzien van een topkoffer.
- Victory Cross Country (2010-heden); uitgebracht als een eenvoudiger cruiser met een windscherm welke op het stuur is gemomteerd.
- Victory CrossRoads (2010-heden); werd ook uitgevoerd met een windscherm, en heeft evenals de Cross Country een totale opbergruimte van bijna 80 liter (21 US gallon)

## Speciale modellen
Vanaf 2003 werd een gelimiteerde oplage van de Vision gemaakt, in samenwerking met customizer Arlen Ness. Er werd veel (meer) chroom en speciale kleurstellingen toegepast, en de geproduceerde motorfietsen werden voorzien van een handtekening van Ness. In 2005 werd ook de Kingpin, en in 2006 de Vegas Jackpot onder handen genomen.

## Trivia
- Er was in het verleden nog een merk met de naam Victory, zie Victory (Padua).